# 385
Римська імперія розділена на частини, де правлять Феодосій I, Валентиніан II та Магн Максим. У Китаї правління династії Цзінь. В Індії правління імперії Гуптів. У Японії триває період Ямато. У Персії править династія Сассанідів.
На території лісостепової України Черняхівська культура. У Північному Причорномор'ї готи й сармати. Історики VI століття згадують плем'я антів, що мешкало на території сучасної України приблизно з IV сторіччя. З'явилися гуни, підкорили остготів та аланів й приєднали їх до себе.

## Події
- Римський синод відправив у заслання Ієроніма Стридонського, майбутнього перекладача Біблії латиною.
- Папа Римський Сиріцій видає декреталій, що проголошує першість Риму й целібат священників.
- Прісцілліан, єпископ із Іспанії, звинувачений у маніхействі та магії, стає першим християнином, страченим за єресь.
- Амміан Марцеллін починає писати свою історію, що покриватиме період з 98 по 378 рік.